# Сент-Килда
Сент-Ки́лда (англ. St Kilda, гэльск. Hiortо файле [хиршт]) — изолированный архипелаг в 64 километрах (40 милях) к западу-северо-западу от острова Норт-Уист в северной части Атлантического океана. Часто включается в архипелаг Внешние Гебридские острова, административно относится к шотландскому округу На-х-Эланан-Шиар. Остров Соэй является самой западной точкой государства Великобритания. Крупнейшим островом архипелага является остров Хирта, морские утёсы которого — самые высокие в Великобритании. Гэльско-говорящее население, возможно, никогда не превышало 180 человек и после 1851 года никогда не составляло более 100. Несмотря на то, что Сент-Килда был постоянно населён по меньшей мере в течение двух тысячелетий, и несмотря на уникальный образ жизни его обитателей, всё население было эвакуировано в 1930 году. В настоящее время единственными жителями являются военные. Административно острова входят в состав района местного самоуправления Comhairle nan Eilean Siar.
Происхождение названия Сент-Килда относится к области догадок. Среди объектов культурного наследия островов многочисленные уникальные памятники архитектуры исторического и доисторического периодов, хотя самые ранние письменные упоминания о жизни на островах относятся к позднему средневековью. Средневековое поселение на Хирте было восстановлено в XIX веке, но влияние религии, туризма и Первой мировой войны привели к эвакуации острова в 1930 году. История архипелага Сент-Килда получила отражение в искусстве, включая недавно написанную оперу.
Архипелаг полностью находится в собственности Национального общества охраны памятников Шотландии. В 1986 году он стал одним из четырёх объектов всемирного наследия Шотландии и один из немногих в мире, представляющих одновременно природную, морскую и культурную ценность. Острова служат местом размножения многих важных видов морских птиц, среди которых северная олуша, атлантический тупик и глупыши. Отряды добровольцев работают на островах в летние месяцы над восстановлением многих разрушенных зданий, оставшихся после жителей Сент-Килды. На острове также располагается небольшая военная база, созданная в 1957 году.

## Происхождение названий архипелага
Святой по имени Килда не известен, в связи с чем высказывались разные версии происхождения этого слова, которое относится к концу XVI века. Haswell-Smith (2004) отмечает, что полностью название Сент-Килда (святой Килда) впервые появляется на голландской карте 1666 года, и что, возможно, оно произошло от норвежского sunt kelda («пресная колодезная вода») или связано с ошибочной догадкой голландцев, что ключ Tobar Childa был посвящён какому-то святому. На самом деле же, последнее является сочетанием гэльского и норвежского слов, означающих колодец, то есть, «колодец колодец». Шотландский писатель Мартин Мартин, который побывал там в 1697 году, считал, что это имя «происходит от некоего Килдера, который жил здесь; от него же получил своё название большой колодец Тубир-Килда (Toubir-Kilda)».
Аналогичным образом Маклин (Maclean (1972) предполагает, что это может быть искажённой формой старонорвежского слова, означающего источник, ключ на Хирте, Childa (Чилда), и указывает, что на одной карте 1588 года архипелаг обозначен как Килда (Kilda). Он также высказывает предположение, что это слово может иметь отношение к кулди, отшельникам, которые принесли на остров христианство, либо это искажённая форма гэльского обозначения главного острова группы островов, поскольку у жителей островов наблюдалась тенденция произносить р как л, и они обычно называли остров словом «Хилта» (Hilta). Стил (Steel (1988)) придаёт больше веса этой гипотезе, отмечая, что жители островов произносили «х» (H) «слегка гуттурально», что делало звуки, употребляемые ими при выговаривании слова «Хирта» (Hirta), «почти» похожими на «Килта» (Kilta).
Маклин (Maclean (1972)) также высказывает предположение, что голландцы могли просто допустить картографическую ошибку и перепутать Хирту со Скилдаром (Skildar), старым обозначением острова Хаскир (Haskeir), лежащим гораздо ближе к главному архипелагу Внешние Гебриды. Куайн (Quine (2000)) высказывает гипотезу, что это название появилось в результате целого ряда картографических ошибок, начиная с использования староисландского Скилдир (Skildir) («щиты»), переданного как Скилдар (Skildar) на карте Николаса де Николэ (Nicholas de Nicolay) (1583). Оно, согласно его гипотезе, было ошибочно передано Лукасом Вагенаером (Lucas J. Waghenaer) на его картах 1592 г. без последней буквы р и с точкой после буквы С, что и привело к появлению С.Килда (S.Kilda). Что, в свою очередь, было воспринято другими как обозначение «святой» (saint), вызвав к жизни форму, использовавшуюся в течение нескольких веков, Сент-Килда (St Kilda).
Точно также о происхождении названия «Хирта» (Hirta), которое появилось задолго до Сент-Килды, можно только догадываться. Мартин (1703) доказывает, что «Хирта происходит от ирландского слова „Иер“ (Ier), означающего на этом языке запад». Маклин (Maclean) предлагает несколько вариантов, включая (не указано) Кельтское слово, означающее «мрак» или «смерть», или шотландское гэльское слово h-Iar-Tir («западная земля»). Опираясь на одну исландскую сагу, где описывается путешествие Ирландию в начале XIII века и упоминается посещение островов Хиртир (Hirtir), он выдвигает гипотезу, что очертания Хирты напоминают оленя, Hirtir («олени» на норвежском языке). Steel (1998) цитирует мнение преподобного Нила Маккензи (Neil Mackenzie) (который жил там с 1829 по 1844 год), что название происходит от гэльского слова I-Àrd («высокий остров»), при этом также возможно, что оно происходит от норвежского слова Hirt («пастух»). В том же ключе, Murray (1966) рассуждает о том, что в его основе может лежать норвежское слово Hirðö, которое произносится как «Hirtha» («пастуший остров»). Все названия островов и все названия, бытующие на островах, подробно рассматривает Коутс (1990).

## География
Острова сложены третичными вулканическими структурами гранитов и габбро, подвергшихся сильному атмосферному выветриванию. Архипелаг представляет собой остатки давно погасшего кольцевого вулкана, поднимающегося с морского плато примерно в 40 метрах (130 футах) ниже уровня моря.
При площади 670 га (1,656 акров), Хирта — самый большой остров архипелага, образующий более 78 % его поверхности. Следующими по величине идут Соэй (в переводе: «овечий остров») с 99 га (247 акров) и Боререй («укреплённый остров»), занимающий 77 га (190 акров). Соэй находится в 0,5 км (0,3 мили) северо-западнее Хирты, Боререй — в 6 км (4 милях) северо-восточнее. Более мелкие островки и морские утёсы (stacks) архипелага включают Стак-ан-Армин (Stac an Armin) («скала воина»), Стак-Ли (Stac Lee) («серая скала») и Стак-Левениш (Stac Levenish) («поток» или «речка»). Остров Дюн (Dùn) («форт»), который защищает бухту Виллидж (Village Bay) от преобладающих юго-западных ветров, некогда соединялся с островом Хиртой природной аркой. Макклейн (англ. MacLean, 1972) высказывает предположение, что арка была разрушена после удара галеона, спасающегося бегством после разгрома Испанской армады, но другие источники, такие как Mitchell (1992) и Fleming (2005), приводят более правдоподобное (хотя и менее романтичное) объяснение, что арку снёс один из множества свирепых штормов, которые набрасываются на острова каждую зиму
Самая высокая вершина архипелага, гора Конахайр (Conachair) («маяк») высотой 430 метров (1,411 футов), находится на Хирте, к северу от деревни. На юго-востоке острова высится Ойсевал (Oiseval) («восточная гора»), достигающая 293-х метров, а западнее Конахайра находится Муллах-Мор (Mullach Mòr) ('вершина большого холма') — 361 метров. На западе острова доминируют Руйвал (Ruival) («красная гора») — 137 метров — и Муллах-Бай (Mullach Bi) («столбчатая вершина») — 358 метров. Горы на Боререй достигают 384 метров, а на Соэй — 378 метров. Кекур Стак-ан-Армин (Stac an Armin) достигает 196 метров, а Стак-Ли (Stac Lee) — 172 метров, тем самым являясь самыми высокими морскими кекурами в Великобритании.
В современную эпоху единственный населённый пункт на Сент-Килде находился в заливе Виллидж (Village Bay) (шотландский гэльский язык: Bàgh a' Bhaile или Loch Hiort) на Хирте. На Глеанн-Море (Gleann Mòr) у северного побережья Хирты и на Боререе также есть следы ранних поселений человека. При подходе к Хирте по морю в залив Виллидж-Бей наблюдается нечто вроде небольшого поселения, за которым полукругом высятся высокие холмы. Это обманчивое впечатление. Вся северная сторона Конахайра представляет собой вертикальный утёс до 427 метров (1400 футов) высотой, вырастающий прямо из моря. Это самый высокий морской утёс в Великобритании
На архипелаге можно увидеть скалы, которые многие считают самыми живописными морскими утёсами Британских островов. Baxter and Crumley (1988) высказывают предположение, что Сент-Килда: «…кладовка безумного, несовершенного бога для всех ненужных щедрых роскошных ландшафтов, которые он когда-либо создавал в своем безумстве. Их он разбросал как попало в глуши Атлантики в 100 милях от разлагающего влияния материка, в 40 милях западнее самых западных Гебрид. Он оставил себе только самые лучшие кусочки и сотворил вокруг них землю как доказательство своего безумия.»
Несмотря на то, что от него до ближайшей земли 64 км (40 миль), Сент-Килда виден даже с вершин хребта Куиллин (англ. Cuillin) острова Скай, находящегося на расстоянии около 129 км (80 миль). Климат океанический, с высоким уровнем осадков (1400 мм) и влажности воздуха. Температуры в основном прохладные, составляя в среднем 5,6° C в январе и 11,8 °C в июле. Преобладающие ветра, особенно сильные зимой, дуют с юга и юго-запада. Скорость ветра в среднем составляет 13 километров в час примерно 85 процентов времени и более 24 км в час более 30 процентов времени. Шквальный ветер случается менее 2 процентов времени в году, но порывы 185 км в час и более регулярно наблюдаются на вершинах, при этом почти на уровне моря иногда фиксировались ветра скоростью 209 км в час (130 миль в час). Амплитуда прилива составляет 2,9 метров (9,5 футов), часто наблюдается океанская зыбь 5 метров (16,4 футов) величиной, которая затрудняет или делает невозможной высадку на берег в любое время года. Однако расположение в океане защищает острова от снега, который лежит всего лишь около десяти дней в году.
С удалённым местонахождением архипелага и океанским климатом сопоставимы в Великобритании только несколько отдалённых островов меньшего размера, таких как острова Фланнана, Северная Рона и шхеры Сулискер. Административно Сент-Килда входил в состав прихода Гаррис в графстве Инвернессшир (англ. Inverness-shire). В наши дни он входит в состав области Внешние Гебриды.

## Флора и фауна
Сент-Килда является местом гнездования многих важных видов морских птиц. Крупнейшая в мире колония северных олуш, насчитывающая 30 тысяч пар, составляет до 24 процентов от их общей численности в мире. Там насчитывается 49 тысяч гнездящихся пар северных качурок, до 90 процентов от их численности в Европе; 136 тысяч пар атлантических тупиков, около 30 процентов от их общей численности гнездования в Великобритании, 67 тысяч пар глупышей, около 13 процентов от их общей численности в Великобритании. На острове Dùn находится крупнейшая колония глупышей в Британии. До 1828 года острова Сент-Килда были их единственным местом гнездования в Великобритании, но с тех пор они распространились и основали колонии в других местах, таких как Фаулшёг (англ. Fowlsheugh).
На островах Сент-Килда встречается уникальный подвид крапивника — Крапивник зимний (лат. Troglodytes troglodytes hirtensis, адаптировавшийся к жизни на безлесом острове, и приобретший вследствие того более развитые сильные ноги, нежели его материковый вариант. Кроме того, клюв у представителей этого вида длиннее, окраска более разнообразна, и песни «особенно сладки и мягки». Подвид был выделен в 1884 году и защищается специальным парламентским законом с 1904 года, чтобы предотвратить его гибель «от рук орнитологов, коллекционеров птичьих яйц, таксидермистов и туристов». Эндемиком также является обитающая на Сент-Килде мышь-полёвка Сент-Килды.
На острове Боререй живёт около 300 одичавших овец одноименной породы.

## Образ жизни
Жизнь на Сент-Килде отличалась изолированностью. Когда Мартин Мартин (англ. Martin Martin) посетил архипелаг в 1697 году, попасть туда можно было только на открытом баркасе, причем поездка могла занять несколько суток плавания на вёслах и под парусом в открытом океане и была практически невозможным делом осенью и зимой. В любое время года волны высотой до 12 метров обрушиваются на берег залива Виллидж-Бей (Village Bay), при этом, даже когда море более спокойно, высадка на скользкие камни рискованна. Отрезанные расстоянием и погодными условиями, обитатели острова мало что знали об остальном мире. После сражения при Каллодене в 1746 году ходили слухи, что принц Карл Эдуард Стюарт и несколько его якобитских сподвижников скрылись на Сент-Килде. Была снаряжена военная экспедиция, и через некоторое время английские солдаты высадились на Хирте. Они нашли покинутую жителями деревню, так как островитяне, опасавшиеся нападения пиратов, укрылись в пещерах к западу от деревни. Когда их убедили вернуться, солдаты установили, что жившие уединённо селяне ничего не знали о принце и даже никогда не слышали о короле Георге II.
Даже в конце XIX века жители острова общались с остальным миром, только разводя костёр на вершине Конахайра в надежде, что его заметят с проходящего судна, или с помощью «почтовой лодки Сент-Килды». Она была изобретена Джоном Сэндсом (англ. John Sands), побывавшем на острове в 1877 году. Когда он находился на острове, после кораблекрушения на Сент-Килде оказались девять австрийских матросов, а к февралю запасы продовольствия подходили к концу. Сэндс приладил записку к спасательному бую, уцелевшему от «Пети Дубровацки» (Peti Dubrovacki) и бросил его в море. Через девять дней буй выловили возле деревни Берсей на северо-западе Мейнленда Оркнейских островов, и была организована спасательная операция. Творчески развив эту идею, жители Сент-Килды придавали куску дерева форму лодки, прикрепляли к ней пузырь из овечьей шкуры, в который помещали бутылочку или баночку с посланием. Отправляемые в море, когда ветер дул с северо-запада, каждые два из трёх посланий позднее находили на западном побережье Шотландии или, что было менее удобно, — в Норвегии.
Ещё одной характерной чертой жизни на Сент-Килде был рацион питания. Жители острова держали овец и немного крупного рогатого скота и могли выращивать ограниченное количество пищевых культур, таких как ячмень и картофель на более дренированной земле в Виллидж-Бей. По словам Сэмуэла Джонсона, в XVIII веке островитяне делали из овечьего молока «маленькие сыры». Они отказались от рыболовства по причине бурного моря и непредсказуемой погоды. В основе их пищевого рациона лежало изобилие птиц на острове, особенно олуш и глупышей. Эти птицы шли в пищу в виде яиц и молодняка птицы, которых ели в сыром и в обработанном виде. Взрослых атлантических тупиков также ловили с помощью удочек для ловли птиц. Однако эта сторона жизни островитян дорого им обходилась. Когда здесь в 1799 году побывал Генри Бруэм (англ. Henry Brougham), он отметил, что «воздух пропитан почти невыносимой вонью — смесью запахов тухлой рыбы, грязи всякого рода и вонючей морской птицы» Во время раскопок в Taigh an t-Sithiche («доме фей» — см. ниже) в 1877 году Сэндз обнаружил среди различных каменных орудий останки олуш, овец, скота и раковин морских блюдечек. Здание насчитывает от 1700 до 2500 лет, что говорит нам о том, что за тысячу лет рацион жителей Сент-Килды мало изменился. И в самом деле островитяне узнавали каменные орудия и говорили их названия, так как аналогичные по-прежнему были в употреблении.
Для такой охоты на пернатую дичь необходимы значительные навыки скалолазания, особенно по отвесным морским утёсам. Одна из важных островных традиций касалась «камня любовницы» (Mistress Stone), отверстия в форме двери в скалах к северо-западу от Рюйвала (Ruival), нависающих над оврагом. Юноши острова должны были проходить здесь ритуал, чтобы показать, что они способны лазить по скалам и заслуживают женитьбу. Мартин Мартин писал:

## История

### Доисторический период
Ранее считалось, что на Сент-Килде постоянно жили люди в течение двух тысяч лет или больше, с бронзового века до XX века. Недавно появились первые прямые доказательства существования более раннего поселения эпохи неолита — черепки глиняной посуды «гебридского» стиля (Hebridean Ware), найденные восточнее деревни. Последующее обнаружение карьера каменных орудий на Муллах-Сгаре (Mullach Sgar) над Виллидж-Бей привело к многочисленным находкам каменных скребков, точил и ножей Скайл (Skaill) в каменных складских сооружениях-«клитах» Виллидж-Бей (см. ниже). Возможно, эти орудия также имеют неолитическое происхождение.

### XIV—XVII века
Первое письменное упоминание Сент-Килды относится к 1202 году, когда некий исландский священник написал, что нашёл убежище на «островах под названием Хиртир (Hirtir)». В ранних сведениях упоминаются находки брошей, железного меча и датских монет, при этом сохранившиеся норвежские географические названия указывают на продолжительное присутствие викингов на Хирте, но наглядные доказательства тому утрачены. Первое упоминание на английском языке датируется концом XIV века, когда Иоанн Фордунский упомянул «остров Ирте, который, по общему мнению, принадлежит Цирцию и находится на краю света» («the isle of Irte, which is agreed to be under the Circius and on the margins of the world»). Исторически острова были частью владений Маклаудов из Гарриса, управляющий которых отвечал за сбор арендной платы в натуральном виде и других пошлин. Первый детальный отчёт о посещении островов датирован 1549 годом, когда Дональд Мунро писал: «Жители — простые бедные люди, вряд ли сведущие в какой-либо религии, но управляющий МакЛауда из Гарриса или его заместитель приплывает туда раз в год в середине лета вместе с капелланом, чтобы крестить детей.»
Несмотря на все усилия капеллана, изоляция жителей островов и их зависимость от милостей природы означали, что их мировоззрение было столь же связано с друидизмом, как и с христианством до приезда преподобного Джона МакДоналда в 1822 году. Macauley (1764) сообщал о существовании пяти алтарей друидов, включая большой круг из камней, установленных перпендикулярно земле, возле Сталлир-Хауса (Stallir House) на острове Борерэй.
Колл Макдональд (Coll MacDonald) с острова Колонсей совершил набег на Хирту в 1615 году, забрав 30 овец и какое-то количество ячменя. Впоследствии острова стали пользоваться репутацией изобильных. Во времена посещения Мартина в 1697 году население составляло 180 человек и управляющий отправлялся в поездку в сопровождении почти 60 человек, в число которых он «отобрал самых „худых“ среди своих друзей на близлежащих островах и периодически брал их на Сент-Килду пользоваться благами питательной и изобильной, хотя и простой, провизии острова и тем самым восстанавливать своё здоровье и силу».

### Религия и туризм в XVIII и XIX веках
Другим образом, но столь же разрушительно повлиял на Сент-Килду туризм. В течение XIX века на Хирту начали заходить пароходы, давая островитянам возможность зарабатывать на продаже твида и птичьих яиц, но при этом теряя самоуважение, поскольку туристы смотрели на них как на диковинку. Суда привезли с собой ранее неизвестные болезни, особенно tetanus infantum, что привело к высокой детской смертности, достигающей 80 процентов в конце XIX века. «Пароходный кашель» (cnatan na gall), болезнь, появившаяся после захода на Хирту какого-то судна, стала обычным явлением.
К началу XX века на островах появилось школьное образование, и в 1906 году церковь расширили, пристроив к ней школу. Все дети теперь изучали английский язык и родной гэльский. Развитие акушерства, запрещённого при преподобном Маккее, уменьшило детскую смертность от столбняка. Начиная с 1880-х годов, траулеры, ведущие лов рыбы в северной Атлантике, стали регулярно заходить на острова, способствуя развитию торговли. В 1875 году, при Маккее, заговорили об переселении с островов, но несмотря на иногда возникающую нехватку пищи и на эпидемию гриппа в 1913 году, численность населения стабилизировалась на уровне 75-80 человек, и ничто не предвещало, что остров с тысячелетней историей обитания человека станет необитаемым всего через несколько лет.

### Первая мировая война
В начале Первой мировой войны Ройял Нэви установил на Хирте радиостанцию и впервые архипелаг получил ежедневную связь с большой землей. В конце войны, 15 мая 1918 г. в Вилладже Бей вошла немецкая подводная лодка, которая, после предупреждения, начала артиллерийский обстрел. Семьюдесятью двумя снарядами были разрушены радиостанция, повреждены дом пастора, церковь, склад на причале, однако людских потерь не было. Один свидетель вспоминал: «Нельзя сказать, что эта лодка хотела все разрушить, она могла поджечь каждый дом. Но ей была нужна только собственность Адмиралтейства. Погиб один ягненок… скот бежал на другую сторону острова, когда услышал выстрелы».
В итоге, на мысу у Вилладж Бей было установлено 120 мм скорострельное орудие MkIII, но оно никогда не открывало огонь. Среди долгосрочных последствий было установление регулярных контактов островитян с внешним миром и развитие товарно-денежных отношений. Это облегчило их жизнь, но сделало её также более зависимой. Оба фактора привели к эвакуации населения острова чуть больше чем через десятилетие.

### Эвакуация населения архипелага
Причиной эвакуации было множество факторов. Столетия острова существовали в относительной изоляции, но появление туризма и присутствие военных в Первую Мировую подтолкнуло островитян к поиску решения трудностей повседневной жизни, с которыми они раньше сталкивались. Власти не могли (или не желали) помочь жителям островов, хотя надёжная радиосвязь и иная инфраструктура, которой были лишены гражданские лица-обитатели островов, были впоследствии обеспечены военной базе, что стоило миллионы фунтов стерлингов. Изменения XIX в. нарушили традиционный уклад жизни, свойственный островитянам. Несмотря на постройку небольшого причала в 1902 году, острова оставались полностью зависимы от погоды.
После Первой мировой войны большинство молодых островитян уехало с острова, и численность населения упала с 73 чел. в 1920 году до 37 в 1928 г. В 1926 году эпидемия гриппа унесла жизни четырёх человек, за чем последовали неурожаи 1920-х гг. Исследования в Абердинском университете показали, что почва была загрязнена свинцом и другими веществами из удобрений из костей птиц и торфяного пепла. Использование навоза для удобрения стало более интенсивным, и это стало ещё одним фактором. Последней каплей стала смерть от аппендицита молодой женщины, Мэри Гиллес, в январе 1930 г. 29 августа того же года оставшиеся 36 жителей были эвакуированы в шотландский Моверн на большую землю, по их собственной просьбе.

Утро в день эвакуации предвещало отличную погоду. Солнце встало из спокойного искрящегося моря и согрело внушительные скалы Ойсеваля…. Следуя традиции, островитяне оставили открытую Библию и горсть овса в каждом доме, заперли все двери и в 7 часов утра сели на борт «Колокольчика» (Harebell)… Говорят, что во время погрузки они оставались весёлыми. Но как только длинный рог Дюна скрылся за горизонтом и знакомые очертания острова размылись, разрыв давней связи стал реальностью и жители Сент-Килды прослезились.

В 1931 году острова у сэра Реджинальда Макклауда купил Джон Ко́лум Кра́йтон-Стю́арт, 7-й марки́з Бьют, более известный как лорд Дамфриз. Следующие 26 лет острова были необитаемы, если не считать редких посещений туристов или ненадолго возвращавшихся островитян.

### Более поздние военные события
Острова не были задействованы во Второй мировой войне, во время которой они были полностью заброшены, но с того времени сохранились три места крушения самолётов. Bristol Beaufighter LX798, базировавшйся в Порт-Эллене (Port Ellen) на о. Айлей, врезался в Конахайр в 100 метрах ниже вершины в ночь с 3 на 4 июня 1943 года. Через год, прямо перед полуночью 7 июня 1944 года, через день после высадки в Нормандии, гидросамолёт Sunderland разбился на вершине Gleann Mòr. Небольшая памятная доска в кирке посвящена погибшим в этой авиакатастрофе. Бомбардировщик Wellington разбился на южном берегу Соэя (Soay) в 1943 году. Лишь в 1978 году была предпринята официальная попытка исследовать место крушения самолёта, но идентификацию не удалось провести с абсолютной точностью. Среди обломков была обнаружена кокарда фуражки Королевских ВВС Канады, что наводит на мысль о том, что это мог быть самолёт, пропавший 28 сентября 1943 года.
В 1955 году британское правительство решило включить Сент-Килду в состав полигона слежения за ракетами, базирующегося на острове Бенбекьюла, где проводятся испытательные пуски и полёты. Так в 1957 году Сент-Килда снова стал обитаемым. С тех пор был сооружён ряд строений и вышек военного назначения, включая первое лицензированное помещение на острове, «Пафф-Инн» (Puff Inn). Министерство обороны Великобритании арендует Сент-Килду у Национального треста Шотландии (National Trust for Scotland) за номинальную плату. На главном острове Хирты круглый год всё ещё проживает небольшое число гражданских лиц, работающих на военной базе.

## Архитектура

### Доисторические здания
Самые древние сооружения на Сент-Килде представляют собой самую большую загадку. Крупные кошары расположены ближе к центру острова от существующей деревни в An Lag Bho’n Tuath («лощина на севере») и содержат любопытные ладьевидные каменные кольца или «кладку». Пробы грунта указывают на дату 1850 год до н. э., но они встречаются только на Сент-Килде, и их назначение неизвестно. В районе Gleann Mòr, (северо-западнее залива Виллидж-Бей за центральным хребтом Хирты), находятся 20 «роговидных сооружений», значительно руинированные здания с главным внутренним двориком примерно 3×3 м, двумя или более помещениями поменьше и с передним двором, образованным двумя изогнутыми или роговидными стенами. Опять же ничего подобного не существует ни в Англии, ни в Европе, и их первоначальное назначение остаётся неизвестным. В Gleann Mòr также находится «дом амазонки» (Taigh na Bana-ghaisgich). По сведениям Мартина (Martin (1703)), женщина-воительница упоминается во многих сказках Сент-Килды.

Эта амазонка пользуется известностью в их традициях: её дом (или ферма) сохранился до сих пор; некоторые из жителей живут в нём всё лето, несмотря на то, что ему несколько сотен лет; он целиком построен из камня, без использования дерева, известняка, земли или раствора для скрепления камней, и имеет форму окружности, пирамидой сужающуюся кверху, с вентиляционным отверстием над огнём, который всегда располагается в центре пола; камни имеют удлинённую и тонкую форму, что восполняет нехватку дерева; в основной части дома могут сидеть не более девяти человек; справа у стены находятся три ложа или низких хранилища, между каждым ложем, где помещается пять человек, стоит колонна; у входа в одно из этих низких хранилищ стоит поставленный на попа камень: на него, как говорят, она обычно клала свой шлем; с другой стороны установлены два камня, на которые, по преданию, она клала свой меч: о ней говорят, что она сильно увлекалась охотой, и что в её время всё пространство между этим островом и Гаррисом было одной сплошной полосой суши.

Об аналогичных историях о женщине-воительнице, которая охотилась на теперь ушедшем под воду участке суши между Внешними Гебридами и островом Сент-Килда, есть сведения и Гарриса. Передний двор этого сооружения похож на другие «роговидные сооружения» в окрестностях, но подобно «амазонке» Мартина его первоначальное назначение является скорее легендой, чем археологическим фактом.
Гораздо больше известно о сотнях уникальных «клейтов» (cleitean), амбарах, которые служат украшением архипелага. Эти куполообразные сооружения сложены из плоских валунов и сверху накрыты крышей из дёрна. Ветер свободно проникает через полости в стенах, но дождь внутрь не попадает. В этих строениях хранили торф, сети, зерно, сохраняли мясо и яйца, навоз, сено, укрывали в них овец зимой. Время появления этого изобретения жителей архипелага неизвестно, но они постоянно использовались с доисторических времён вплость до самой эвакуации жителей в 1930 году. На Хирте сохранилось более 1200 разрушенных и уцелевших «клейтов», и ещё 170 находятся на соседних островах. В передней стене дома № 16 в современной деревне встроен раннехристианский каменный крест, который может относиться к VII веку.

### Средневековое поселение
Средневековая деревня находилась возле Тобар-Чилды, примерно в 350 метрах от берега, у подножья склонов Коначайра. Самое старое сооружение — подземный проход с двумя небольшими пристройками под названием Taigh an t-Sithiche (дом фей), датируемый 500 г. до н. э. — 300 г. н. э. Обитатели Сент-Килды считали, что это был дом или убежище, однако согласно более современной гипотезе это был ледник.
Уцелели многочисленные руины оград и клейтов, а также развалины средневекового «дома» с напоминающей улей пристройкой. Неподалёку находится «дом быка» (Bull’s House), прямоугольное сооружение без крыши, где зимой содержался бык острова. Тобар-Чилда снабжается водой из двух ключей, которые находятся сразу же за Главной стеной, которой была обнесена Виллидж для защиты от потравы овцами и скотом возделываемых участков земли в её пределах. Всего насчитывалось 25 — 30 домов. Большинство из них были чёрными домами характерной для Гебридских островов конструкции, но отдельные более старые здания сложены из зубчатого камня с крышами не из соломы, а из дёрна. Дёрн защищал от ветра и дождей. Более старые здания в форме ульев больше походили не на жилища, а на зелёные холмы.

### Более современные сооружения
Главная стена (Head Wall) была возведена в 1834 году, когда средневековая деревня была заброшена, а новое поселение было спланировано между Тобар-Чилдой (Tobar Childa) и побережьем примерно в 200 метрах на склоне. Поселение появилось в результате приезда сэра Томаса Дайка Экланда (Sir Thomas Dyke Ackland), парламентария от Девона. Поражённый примитивными условиями жизни островитян, он сделал дар, который привёл к строительству совершенно нового поселения из 30 новых домов чёрного цвета. Они были ещё более укреплены после того, как несколько новых зданий пострадали вследствие сильного шторма в октябре 1860 года. Тогда среди чёрных домов были сооружены 16 современных домов и новый дом управляющего.
Дома были сложены из камня без раствора, имели толстые стены и крыши из дёрна. В здании, как правило, имелось одно маленькое окно и небольшое отверстие для выхода дыма от очага посередине комнаты, где горел торф. Из-за этого помещение было всё закопчено сажей внутри. Зимой в одном конце дома размещался скот, и раз в год устилающая пол солома снималась и расстилалась на земле.
Одними из самых интересных развалин на Хирте является место, где стоял «дом леди Грейндж» (Lady Grange’s House). Леди Грейндж 25 лет была супругой сторонника якобитов Джеймса Эрскина, лорда Грейндж (James Erskine of Grange), когда он решил, что она слишком много знает о его предательских заговорах. По его указанию её похитили и полгода скрытно держали в заточении в Эдинбурге. Оттуда её отправили на острова Монах, где она два года жила в изоляции, в то время как он заявил о её смерти и организовал её похороны. Затем её перевезли на Хирту, где она находилась с 1734 по 1742 год, и который она описывала как «отвратительный мерзкий, вонючий нищий остров». После неудачной попытки побега Эрскин перевёз её на остров Скай, где она и умерла. «Дом» представляет собой большой амбар-хранилище на лугу Виллидж..
Босуэлл и Джонсон обсудили эту тему во время посещения ими Гебридских островов в 1773 году. Босуэлл писал: «Сегодня после ужина мы говорили о поразительном случае ссылки леди Грейндж на Сент-Килду и заточении её там в течение нескольких лет без всякой помощи. Доктор Джонсон отметил, что если бы Маклауд дал знать, что у него есть такое место для плохих жён, то он мог бы сделать его очень прибыльным островом».
В 1860-е годы предпринимались безуспешные попытки улучшить зону высадки подрывом скал. В 1877 году был сооружён небольшой причал, который был смыт в море штормом два года спустя. В 1883 году в заявлениях, поданных в Королевскую комиссию (англ. Napier Commission), предлагалось восстановить причал, но лишь в 1901 году Совет по перенаселённым районам (англ. Congested Districts Board) предоставил инженера для сооружения причала в следующем году. Почти на самой береговой линии находится несколько огромных валунов, которые были известны на островах и в северной Шотландии в XIX веке как Doirneagan Hirt, голыши Хирты.
Одно время на Хирте стояли три церкви. Церковь Христа, расположенная на кладбище в центре Виллидж (Village), использовалась в 1697 году и была самой крупной, но её крытое соломой здание не могло вместить всё население, поэтому во время службы большая часть прихожан вынуждена была находиться во дворе церкви. Церковь Св. Брендана находилась в километре от неё на склоне Руйвала (Ruival), а церковь Св. Колумбы — на западном конце улицы Виллидж, но от этих зданий мало что осталось. В 1830 году на восточной окраине деревни была построена новая кирка и дом приходского священника, а в 1860 году был возведён дом управляющего.

## Архипелаг в искусстве и литературе
История эвакуации острова Хирта стала сюжетом для полнометражного фильма «Край света» режиссёра Майкла Пауэлла. Фильм снимался летом 1936 года на острове Фула.
На Сент-Килде происходит международная конференция в романе Карела Чапека «Фабрика абсолюта».